# أوسامو ماتسوموتو (لاعب كرة قدم)
أوسامو ماتسوموتو (باليابانية: 松本 磨) (15 أغسطس 1977 في ساغا في اليابان – )؛ هو لاعب كرة قدم سابق كان يلعب كمدافع.